# Gunung Lalakon
Gunung Lalakon är ett berg i Indonesien.   Det ligger i provinsen Jawa Barat, i den västra delen av landet, 110 km sydost om huvudstaden Jakarta. Toppen på Gunung Lalakon är 972 meter över havet, eller 112 meter över den omgivande terrängen. Bredden vid basen är 1,1 km.
Terrängen runt Gunung Lalakon är platt åt nordost, men åt sydväst är den kuperad.Runt Gunung Lalakon är det mycket tätbefolkat, med 3 249 invånare per kvadratkilometer. Närmaste större samhälle är Bandung, 12,4 km nordost om Gunung Lalakon. Omgivningarna runt Gunung Lalakon är en mosaik av jordbruksmark och naturlig växtlighet.